# Последний бой
„Последний бой“ (А я в Россию, домой хочу...) е песен на Михаил Ножкин, написана за историческата поредица от пет филма „Освобождение“.

## История
Песента е написана от Ножкин по време на снимачния процес на филма „Освобождение“, където той е в ролята на командир на щурмова рота. Първият филм от поредицата излиза през 1969 г. За филма авторът пише три варианта.
Когато е заснет филмът „Освобождение“, Михаил Иванович е впечатлен и разказва как по време на войната е живял в двора на болницата Яуза, една от най-старите в Москва. „Поставиха ме на табуретка“, казва Михаил Иванович, „четях поезия, пеех народни песни, песнички и танцувах. Спомням си как нечия ръка изведнъж ми подаде парче хляб или захар. И помня отлично това огромно търсене на песента. И нашият двор пееше, и семейството пееше, и страната пееше. И хората говореха за всичко, но не и за войната – добри, светли хора. Някак си се случи, просто си спомних за тези момчета в болницата...“

## Откъс от песента
Последният път, когато ще се срещнем утре в ръкопашен бой,

Последният път, когато можем да служим на Русия.
И изобщо не е страшно да умреш за нея,

въпреки че всички все още се надяват да живеят!
Още малко, още малко,

Последната битка е най-трудната.
И аз в Русия, искам да се прибера,

толкова дълго не съм виждал майка си!

## Изпълнители
Песента е пята по различно време от:
Дмитрий Хворостовски, Клаудия Шулженко, Йосиф Кобзон, група „Любе“, Елена Ваенга